# Hongshi
Hongshi (Manchu:ᡥᡠᠩ ᡧᡳ, Hung ši; 18 de marzo de 1704 – 20 de septiembre de 1727) fue un príncipe manchú de la dinastía Qing. Hongli nació en el seno del clan imperial Qing, los Aisin Gioro, siendo el tercer hijo del príncipe Yong, futuro emperador Yongzheng (r.1722-1735). Fue desterrado del clan imperial en 1725, aparentemente por apoyar a su tío Yunsi, un rival político de su padre. Murió en desgracia en 1727, pero más tarde fue restituido póstumamente al clan imperial por su hermano menor, el Emperador Qianlong.

## Primeros años
Hongshi nació en el seno del clan Aisin Gioro como tercer hijo del Yinzhen (Príncipe Yong), que era el cuarto hijo del Emperador Kangxi. La madre de Hongshi era una consorte secundaria de Yinzhen, una mujer de etnia Han de apellido "Li".
Yinzhen ascendió al trono en diciembre de 1722 tras la muerte de su padre, y pasó a ser conocido como el Emperador Yongzheng. En los primeros años del reinado de su padre, no se sabe que Hongshi desempeñara un papel importante en la corte imperial. A diferencia de su cuarto hermano Hongli, al que se le concedió el título de qinwang (príncipe de primer rango), Hongshi nunca recibió un rango nobiliario. Entre 1722 y 1726, Hongshi se asoció con su tío Yunsi, que era en aquél momento el Gran Canciller y había sido un antiguo rival político y sucesorio de su padre. En 1725, el emperador Yongzheng despojó a Yunsi de su título de príncipe y lo expulsó del clan imperial Aisin Gioro; por extensión, el emperador también decretó la expulsión de Hongshi de la Ciudad Prohibida. Las circunstancias que rodean a la caída en desgracia de Yunsi no están claras, aunque en el año previo a su caída el emperador lo había amonestado y humillado varias veces.
En su edicto imperial, el emperador afirmó que Hongshi podría "ser hijo de Yunsi si lo desea" – lo que sugiere que Hongshi era especialmente cercano a Yunsi, y que el emperador estaba profundamente preocupado por su relación. A Hongshi se le prohibió entrar en la Ciudad Prohibida, pero a diferencia de Yunsi no fue encarcelado. En cambio, fue puesto bajo la custodia de su tío, el príncipe imperial Yuntao, duodécimo hijo del Emperador Kangxi. Tras su destierro, Hongshi no mostró ningún remordimiento. En abril de 1726, el emperador Yongzheng, profundamente enfadado por la negativa de su hijo a arrepentirse, ordenó que se eliminara el nombre de Hongshi del yudie (玉牒; es decir, el libro de genealogía del clan imperial), un gesto simbólico que marcaba formalmente la expulsión de Hongshi del clan Aisin Gioro y, por extensión, la renuncia a su relación paterno-filial.

## Muerte y rehabilitación
Hongshi es sobre todo recordado por las extrañas circunstancias de su fallecimiento. En los primeros años del reinado de Yongzheng, varias facciones cortesanas encabezas por antiguos rivales políticos del propio Yongzheng comenzaron a apoyar al joven Hongshi como candidato a la sucesión imperial. Yongzheng, que quería evitar disputas sucesorias, nunca tomó partido abiertamente por ninguno de sus hijos, aunque se suponía que apoyaba a Hongli, que era el favorito tanto de Yongzheng como de su padre Kangxi. La camarilla que rodeaba a Hongshi estaba formada sobre todo por antiguos rivales sucesorios del propio Yongzheng, encabezados por su hermano el príncipe Yunsi (1680–1726), a quien Yongzheng había nombrado Gran Canciller. Yunsi albergaba ambiciones imperiales, y acabaría siendo destituido y desterrado en 1725 en condiciones poco claras; Hongshi se supone que apoyó o sancionó las maniobras políticas de su tío, y que éstas le costaron su expulsión del clan imperial en 1725.
Hongshi murió el 20 de septiembre de 1727, a los 23 años, en el quinto año del reinado de su padre. No existe un relato autorizado de las circunstancias de su muerte. Algunos historiadores creen que el emperador Yongzheng ordenó a Hongshi que se suicidara para eliminarlo como rival sucesorio de su hermano Hongli. El historiador de la dinastía Qing Tang Bangzhi (唐邦治), en su libro de 1923 Qing Huangshi Sipu (清皇室四谱), incluye un pasaje que parece sugerir que Hongshi murió el mismo día en que fue expulsado del clan imperial, pero no dio más detalles. Este pasaje, que no concuerda con el Borrador de la Historia de Qing oficial, llevó a historiadores posteriores a especular sobre las razones de la muerte de Hongshi. Postularon que el emperador Yongzheng, al recordar su propia lucha contra sus hermanos por la sucesión al trono, así como los continuos intentos de sus hermanos de sabotear su gobierno durante su reinado, quería evitar que se repitiera la misma situación con su propio sucesor. Esta teoría, aunque ampliamente difundida, nunca ha sido probada de forma concluyente. Hongshi, a diferencia de sus tíos, nunca estuvo bien establecido políticamente por derecho propio: no participó en campañas militares ni emprendió ninguna tarea importante durante el reinado de su padre.
Muchos historiadores se muestran escépticos sobre la posibilidad de que Hongshi fuera ejecutado por su padre. Los escépticos sugieren que el emperador podría haber puesto a Hongshi bajo arresto domiciliario – como era práctica común durante el reinado del emperador Kangxi – o exiliarlo y lograr los mismos fines. Además, Yunsi y sus asociados habían sido ampliamente acorralados y neutralizados en el momento de la muerte de Hongshi. Aunque Hongshi fuera liberado por su padre, no habría tenido la suficiente influencia política como para desafiar a Hongli. La muerte de Hongshi convirtió a Hongli en el heredero indiscutible durante el resto del reinado del emperador Yongzheng (su hermano menor, Hongzhou, no expresó interés en la lucha por la sucesión).
Poco después de la muerte del emperador Yongzheng en 1735, el príncipe imperial Yunlu (允禄) escribió un memorial al recién entronizado Hongli, el Emperador Qianlong, pidiendo que Hongshi fuera rehabilitado póstumamente y restaurado en el clan Aisin Gioro. El emperador Qianlong accedió y comentó que, aunque Hongshi era "joven e imprudente", al haber pasado "muchos años desde su fallecimiento", ya no era necesario un trato tan duro. El emperador también dijo que seguía sintiendo "amor fraternal" hacia Hongshi. Aparte de algunos comentarios genéricos y una referencia a la asociación de Hongshi con Yunsi, ni Yunlu ni el emperador Qianlong mencionaron ningún crimen específico cometido por Hongshi. Por lo tanto, sigue siendo un misterio en qué circunstancias el emperador Yongzheng decidió repudiarlo y desterrarlo.

## Familia
Consorte principal
- Consorte principal, del clan Donggo (嫡福晉 董鄂氏; 1703-1775).
  - Primera hija (14 de octubre de 1722 - 2 de junio de 1727)

Concubinas
- Concubina del clan Zhong (鍾氏)
  - Yongshen (永珅; 11 de septiembre de 1721 - 31 de enero de 1724), primer hijo

- Concubina del clan Tian (田氏)
  - Segunda hija (23 de marzo de 1724 - 30 de mayo de 1726)